# 粉红色的梦
粉红色的梦是1932年上映的的一部中国黑白无声电影，該影片由蔡楚生執導，高占非、谈瑛、薛玲仙等人主演。聯華影業公司出品。  影片講述的是年轻作家罗文受交际花李蕙兰的影響與妻子離婚，在遭李蕙兰抛弃后與原妻重歸舊好的家庭爱情故事。